# Sant Mateu
Pour les articles homonymes, voir Sant Mateu, Mateu et San Mateo.
Sant Mateu, en valencien et officiellement (San Mateo en castillan), est une commune d'Espagne de la province de Castellón dans la Communauté valencienne. Elle est située dans la comarque du Baix Maestrat et dans la zone à prédominance linguistique valencienne.

## Géographie

Localisation de Sant Mateu
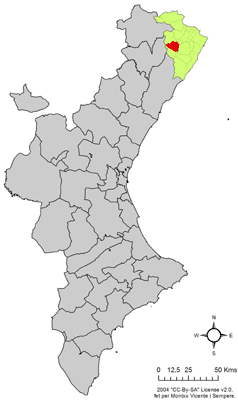
dans la Communauté valencienne.
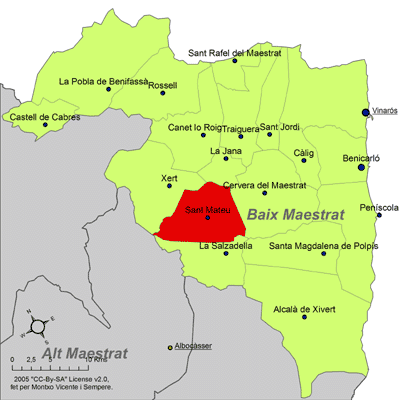
dans la comarque du Baix Maestrat.

Sant Mateu, la capitale historique du Maestrazgo, se trouve à 65 km au nord de la capitale de province.
Le relief est faible dans sa zone centrale et plus montagneux sur sa périphérie, avec des reliefs qui peuvent dépasser les 800 m de hauteur. Un couloir central traverse le territoire municipal du nord au sud, drainant les eaux des barrancos et ruisseaux de Benifarquell, Palacio, Coma et Piques hacia la Rambla Cervera.
Le climat est typiquement méditerranéen, avec des étés chauds et des hivers doux. La végétation est elle aussi de type méditerranéen.
On accède à cette localité depuis Castellón en prenant la CV-10.

### Localités limitrophes
Le territoire de Sant Mateu jouxte les localités suivantes :
Chert, La Jana, Cervera del Maestre, Salsadella et Catí (toutes dans la province de Castellón),

## Démographie
| 1990  | 1992  | 1994  | 1996  | 1998  | 2000  | 2002  | 2004  | 2005  |
| ----- | ----- | ----- | ----- | ----- | ----- | ----- | ----- | ----- |
| 1.885 | 1.814 | 1.916 | 1.779 | 1.780 | 1.806 | 1.913 | 1.956 | 1.999 |

## Administration
| Liste des maires |                          |       |         |
| Période          | Identité                 | Parti | Qualité |
| 1979-1983        | -                        | -     | -       |
| 1983-1987        | -                        | -     | -       |
| 1987-1991        | -                        | -     | -       |
| 1991-1995        | -                        | -     | -       |
| 1995-1999        | -                        | -     | -       |
| 1999-2003        | -                        | -     | -       |
| 2003-2007        | Manuel Ferreres Ferreres | PP    | -       |

## Histoire
Selon les données historiques y archéologiques, avant l'époque médiévale existait déjà un peuplement sur le territoire actuel de Sant Mateu. Il existe des traces de peinture rupestre levantine de l'âge du bronze. On a aussi des restes du monde ibérique, représentés par les restes du village del Tossal de Carruana.
À l'époque romaine existait déjà un établissement sur l'emplacement actuel du village, fait confirmé par les découvertes faites en 1925 lors de travaux sur des canalisations d'eau dans la rue Sto. Domingo. Cet établissement devait être petit et devait être en relation avec le passage de la Via Augusta par ce qui actuellement est le village. Il y a d'autres hypothèses qui identifient la localisation du village avec Intybilis, ville de la Ilercavonia citée par les auteurs classiques, mais il manque des données ou des restes archéologiques qui confirment ces hypothèses.
Un autre référence, avant la conquête chrétienne, apparait en 1195. C'est la première fois qu'apparait le nom de San Mateo dans la documentation écrite. Il s'agit d'un document dans lequel Alphonse II d'Aragon donne au Chapitre de la Cathédrale de Tortosa toutes les terres del término de Benifassar et parmi les limites de ce territoire lors de cette cession apparait Sancto Matheo.
Sant Mateu, au début du XIVe siècle, était le centre d'une petite communauté de cathares. Elle a aussi été avec Morella la résidence du dernier parfait cathare, Guilhem Bélibaste.
Commence alors une splendide époque médiévale pendant laquelle Sant Mateu devient un important centre commercial, artisanal et d'élevage, d'où on exportait la laine des troupeaux de la zone vers les ateliers de tissage de Florence et sa région.
Son importance politique explique que les Cortes Generales du royaume en 1369-1370, 1421, 1429 et 1495 aient eu lieu à Sant Mateu. Elle a reçu la visite d'importants personnages comme saint Vincent Ferrier, Benoît XIII, le fameux Papa Luna, qui fut seigneur temporel du village, Clément VIII et Philippe II. Une des visites du faux pape Luna eut lieu en 1414, lors de la clôture de la disputatio de Tortosa qu'il avait présidée, ayant opposé les arguments de l'Eglise contre ceux des Juifs au sujet du messianisme de Jésus ou des points du Talmud ; plus de 3 000 Juifs de la couronne d'Aragon durent se convertir en l'église archipresbitérale de Sant Mateu.
L'évènement historique le plus important intervenu à Sant Mateu fut la fin du Grand Schisme d'Occident. Le 15 août 1429, en l'église archipresbitérale de Sant Mateu, Clément VIII, successeur du Papa Luna, renonce à la papauté devant Pierre de Foix, légat du Pape Martin V, mettant un terme au schisme de l'église occidentale.
Le fait le plus notable du XVIe siècle est en relation avec l'épisode des Germanías. Les agermanados assassinèrent le 16 juin 1521 le lieutenant de Montesa, Bernardo Zaera, à cause de la rumeur selon laquelle il cachait des hommes en armes dans son palais de l'actuelle rue Forn Vell. Ils prirent ensuite le contrôle du village. Les troupes du Commandeur Majeur de Montesa, D. Francisco Despuig avec l'aide des troupes de Morella prirent le village d'assaut le 23 juin 1521. Le dernier retranchement des agermanados a été le clocher qui dans l'affrontement a perdu une partie de son couronnement.
En 1587, par disposition du Pape Sixte V, la dignité de maître de Montesa a été rattachée à la Couronne en la personne de Philippe II. Les monarques déléguèrent leur autorité par l'intermédiaire d'une charge connue comme Lugarteniente General del Maestrazgo Viejo de Montesa ou Gobernador de San Mateo, charge qui s'est maintenue jusqu'en 1784.
Durant la guerre de Succession, le 17 décembre 1705, Sant Mateu s'est rendue sans combattre au général autrichien Jones, exemple suivi par le reste des villages de la comarque, excepté Peníscola. Les armées des Bourbons commandées par le Comte de Torres essayèrent de reconquérir le village quelques jours après. Elles ont mis le siège du 28 décembre 1705 jusqu'au 9 janvier 1706, provoquant de graves destructions tant à l'enceinte que dans le périmètre urbain.
Durant la Guerre d'indépendance, les Français ont occupé le village de septembre 1810 jusqu'en juillet 1813. Leur casernement général était situé dans le couvent des dominicains qu'ils convertirent en un authentique fort, refaisant certains pans de muraille; cette action a été très dommageable pour le couvent.
Les trois ans libéraux de 1820 à 1823 sont caractérisés à partir de 1822 par les attaques des partis royalistes contre les troupes libérales ou constitutionnalistes cantonnées dans Sant Mateu.
Le conflit entre carlistes et libéraux de 1835 à 1839 a été très destructeur pour le village. Après avoir été pris par les deux bandes en lutte en mai 1839, les troupes d'Isabelle sous le commandement du général O'Donnell récupèrent Sant Mateu. À la fin de cette première guerre de nombreux habitants carlistes se réfugièrent en France, dont Antonio Pitarch qui poursuivit sa carrière musicale en France.
Depuis la fin des guerres carlistes jusqu'à aujourd'hui, les évolutions marquantes du développement urbain sont la naissance des faubourgs de Santo Domingo, Barcelona et Xert et sa croissance jusqu'à celui de San Isidro. Au XXe siècle, pendant la IIe République a été conçu un plan d'expansion qui échoua.

### Les Hospitaliers et l'ordre de Montesa
Sant Mateu a été conquise par le roi Jacques Ier le Conquérant qui la donna aux Hospitaliers de l'ordre de Saint-Jean de Jérusalem. En 1237, Hugo de Follalquer, châtelain de Amposta, accorde une charte de peuplement (Carta Puebla) au village.
Le 24 septembre 1274, Frère Berenguer de Almenara accorde la seconde charte de peuplement à Sant Mateu, en respectant les us et coutumes de Valence.
En 1319, sous le règne de Jacques II, Sant Mateu devient possession de l'ordre de Montesa et se convertit en la résidence de ses maîtres et en capitale du Maestrazgo.

## Économie
L'agriculture est basée sur la culture des oliviers, amandiers et céréales. Dans les zones irriguées par des norias de tradition romaine et arabe, on récolte des pommes de terre et des légumes.

## Gastronomie
Le visiteur est confronté à une gastronomie variée et succulente, basée sur les produits de la terre, avec des plats comme la olleta de Sant Mateu, arroz al horno, chuletas a la brasa, cordero mechado, conejo con caracoles, paella et cabrito al horno.
Parmi les desserts traditionnels, se détachent les rollets d'aiguardent, primetes, pastissets, bunyols, rosques, prims, coques salades, suspiros et almendrados.
Les autres produits typiques de la gastronomie locale sont le miel, l'huile d'olive et le fromage de San Mateo.